# Sarilhos Grandes
Sarilhos Grandes is een plaats (freguesia) in de Portugese gemeente Montijo en telt 3218 inwoners (2001).